# 二碘化锎
二碘化锎是一种锎的碘化物，化学式 CfI2。它是深紫色的固体。它可以由三碘化锎（CfI3）在570 °C的石英细管中被高纯氢气（H2）还原而成：
{\displaystyle {\ce {2 CfI3 + H2 -> 2 CfI2 + 2 HI}}}
在稍高的温度下，它会熔化并与细管中的二氧化硅反应，产生CfOI。
二碘化锎有两种晶体结构，一种是在室温下稳定的CdCl2结构晶体，晶格参数 a = 743.4 ± 1.1 pm和α = 35.83 ± 0.07°；另一种则是亚稳定的CdI2结构晶体，晶格参数a = 455.7 ± 0.4 pm 和c = 699.2 ± 0.6 pm。二碘化锎的吸收带波长范围为300至1100 nm，这证明了Cf(II)的存在。

## 扩展阅读
- Richard G. Haire: Californium （页面存档备份，存于）, in: Lester R. Morss, Norman M. Edelstein, Jean Fuger (Hrsg.): The Chemistry of the Actinide and Transactinide Elements, Springer, Dordrecht 2006; ISBN 1-4020-3555-1, S. 1499–1576 (doi:10.1007/1-4020-3598-5_11).